# Фігурне катання на зимових Олімпійських іграх 1972
Змагання з фігурного катання на зимових Олімпійських іграх 1972 відбулися в Льодовому палаці спорту Макоманай і на Критій льодовій арені Мікахо в Саппоро (Японія).

## Таблиця медалей
| Місце               | Країна              | Золото | Срібло | Бронза | Загалом |
| ------------------- | ------------------- | ------ | ------ | ------ | ------- |
| 1                   | СРСР                | 1      | 2      | 0      | 3       |
| 2                   | Австрія             | 1      | 0      | 0      | 1       |
| 2                   | Чехословаччина      | 1      | 0      | 0      | 1       |
| 4                   | Канада              | 0      | 1      | 0      | 1       |
| 5                   | НДР                 | 0      | 0      | 1      | 1       |
| 5                   | США                 | 0      | 0      | 1      | 1       |
| 5                   | Франція             | 0      | 0      | 1      | 1       |
| Загалом (7 збірних) | Загалом (7 збірних) | 3      | 3      | 3      | 9       |

## Медалісти
| Дисципліна                             | Золото                                | Срібло                                    | Бронза                             |
| -------------------------------------- | ------------------------------------- | ----------------------------------------- | ---------------------------------- |
| Очиночне катання (чоловіки) докладніше | Ондрей Непела · Чехословаччина        | Сергій Четверухін · СРСР                  | Патрік Пера · Франція              |
| Одиночне катання (жінки) докладніше    | Беатрікс Шуба · Австрія               | Карен Маґнуссен · Канада                  | Джанет Лінн · США                  |
| Парне катання докладніше               | СРСР · Ірина Родніна · Олексій Уланов | СРСР · Людмила Смирнова · Андрій Сурайкін | НДР · Мануела Ґрос · Уве Каґельман |

### Країни-учасниці
У змаганнях з фігурного катання на Олімпійських іграх у Саппоро взяли участь спортсмени 18-ти країн.
- Австрія
- Канада
- Чехословаччина
- НДР
- Франція
- Велика Британія
- Угорщина
- Італія
- Японія
- Нідерланди
- Польща
- Румунія
- Південна Корея
- СРСР
- Швеція
- Швейцарія
- США
- Західна Німеччина